# Кусюча черепаха Джорджеса
Кусюча черепаха Джорджеса (Myuchelys georgesi) — вид черепах з роду Водяна кусюча черепаха родини Змієшиї черепахи.

## Опис
Загальна довжина карапаксу досягає 22 см. За будовою панцира та тіла схожа на інших представників свого роду.
Зверху голова коричнева. Низ голови жовтуватий. З боків голови та шиї тягнуться жовті смуги. Пластрон мармурового забарвлення із зеленувато-блакитним відтінком.

## Спосіб життя
Мешкає у річках. Весь час перебуває у воді, де й полює. Харчується дрібною рибою, молюсками та безхребетними.
Самиця відкладає до 11 яєць. Процес парування ще не достатньо досліджено.

## Розповсюдження
Мешкає у річці Беллінгер та її притоках у Новому Південному Уельсі (Австралія).